# Framlingham
Framlingham es una localidad situada en el condado de Suffolk, en Inglaterra (Reino Unido), con una población estimada a mediados de 2016 de 3281 habitantes.
Se encuentra ubicada al este de la región Este de Inglaterra, al noreste de Londres y cerca de la ciudad de Ipswich —la capital del condado— y de la costa del mar del Norte.

## Gobernancia
Existe un distrito electoral del mismo nombre. La parroquia se extiende al noreste de Brundish con una población total del distrito tomada en el censo de 2011 de 4.744.

## Características
La historia de Framlingham se remonta a una entrada en el Domesday Book (1086) cuando entonces constaba de varias mansiones.
El castillo medieval de Framlingham es una característica importante administrada por English Heritage. María Tudor (hija de Enrique VIII y su primera esposa, Catalina de Aragón) fue proclamada Reina de Inglaterra allí en 1553. Se menciona en el sencillo "Castle on the Hill" de Ed Sheeran de 2017, ya que Sheeran creció en Framlingham. Hay un gran lago o mero junto a él que solía abastecer de pescado al castillo. Es administrado por Suffolk Wildlife Trust; se puede hacer un paseo por la naturaleza a su alrededor.
La ciudad alberga la escuela secundaria integral Thomas Mills High School, la escuela independiente Framlingham College, la iglesia de San Miguel Arcángel, que data del siglo XII (la reconstrucción principal data de finales de los siglos XV y XVI) y Framlingham Town. FC
La ciudad tiene los dos buzones de correos en funcionamiento más antiguos del Reino Unido, que datan de 1856, ubicados en Double Street y College Road. Los palcos están marcados V. R. Victoria Regina, en honor a la reina Victoria.
Framlingham también tiene una de las casas más pequeñas de Gran Bretaña, conocida como "Check House". Convertida en una residencia de dos plantas de menos de 29 metros cuadrados, la antigua oficina de corredores de apuestas se encuentra en Mauldens Mill Estate, en el centro de la ciudad. La planta baja mide 20 pies (6,1 m) por 7 pies y 3 pulgadas (2,21 m).
Hay un mercado inglés tradicional en la plaza del pueblo, Market Hill, todos los martes y sábados por la mañana que ofrece frutas y verduras, pan y pasteles artesanales, pescado fresco, café, queso y pasteles, y otros puestos ocasionales.
Framlingham está rodeado de tierras agrícolas. Se encuentra a unas 14 millas de la ciudad costera de Aldeburgh y a 20 millas de Southwold. También está a 10 millas del renombrado centro musical de Snape Maltings.
En 2006, la revista Country Life votó a Framlingham como el mejor lugar para vivir en el país.
Framlingham tiene un área de conservación. Un roble plantado en 1911 en honor a la coronación del rey Jorge V sobrevive fuera de la antigua estación de tren, ahora un pub llamado The Station en Station Road.
Framlingham fue el lugar principal de la serie de comedia de televisión Detectorists de la BBC4 de 2014 , protagonizada por Mackenzie Crook, Toby Jones y Rachael Stirling. También ha aparecido en otros programas de televisión.

## Educación
Framlingham College es una escuela secundaria mixta independiente para internos y estudiantes de día, inaugurada como Albert Memorial College en 1865 en memoria de Albert, Prince Consort. Su escuela preparatoria asociada está en Brandeston Hall.
Thomas Mills High School, que data de 1751, es considerablemente más antigua que Framlingham College. Es una escuela estatal secundaria mixta para alumnos de 11 a 18 años, que obtuvo el estatus de academia en 2011. El cantante Ed Sheeran asistió a esta escuela.
De las tres escuelas primarias de la ciudad, la más antigua es la Escuela Primaria Voluntaria de la Iglesia de Inglaterra de Sir Robert Hitcham, que data de al menos 1654. Ahora tiene 350 alumnos y otros 26 en su guardería.

## Transporte
La sucursal de Framlingham conectaba Framlingham por ferrocarril con la línea principal de Ipswich a Lowestoft East Suffolk en Wickham Market. El edificio de la estación de tren se encuentra junto al Station Hotel. La sucursal cerró al tráfico de pasajeros en la década de 1950 y a las mercancías en la década de 1960. Las estaciones más cercanas hoy son Wickham Market (7 millas (11 km)) en Campsea Ashe y Saxmundham (8 millas (13 km)), ambas en la línea East Suffolk.
La ciudad se encuentra en el cruce de las carreteras B1116, B1119 y B1120, cuatro millas (6,4 km) al oeste de la A12. Los servicios de autobuses locales se detallan en el sitio de Suffolk On Board.

## Deporte y ocio
Framlingham tiene un club de fútbol, aunque no pertenece a la premier league, el club de llama Framlingham Town FC, que juega en Badingham Road, donde hay un club deportivo que ofrece tiro con arco, bádminton, hockey y tenis. También es donde se reúne el club ciclista. El pueblo tiene un club de senderismo y un grupo activo de Scouts y Cubs. El moderno St John Ambulance Center está en Fairfield Road.
Framlingham College, una escuela independiente, tiene una piscina y un gimnasio abiertos al público en espacios reservados previamente. Se requieren cuotas de membresía.

## Personas notables
- Thomas Howard, segundo duque de Norfolk (1443-1524), que ocupó el cargo bajo cuatro reyes, murió en el castillo de Framlingham.
- Sir Robert Hitcham (c. 1572–1636), fue miembro del Parlamento, fiscal general y filántropo, que compró el castillo de Framlingham en 1635.
- Theophilus Howard, segundo conde de Suffolk, KG (1584-1640), político, fue propietario del castillo de Framlingham hasta 1635.
- El reverendo Nicholas Danforth (1589–1636) y su familia se fueron de Framlingham en 1634 a la colonia de la bahía de Massachusetts, donde su concesión de tierras se convirtió en la ciudad de Framingham, Massachusetts.
- Thomas Danforth, magistrado y terrateniente de la colonia de la bahía de Massachusetts nacido en 1623 en Framlingham, hijo de Nicholas.
- Samuel Danforth, poeta, puritano y evangelista de los indios americanos, nacido en 1626 en Framlingham, hijo de Nicholas.
- Nicholas Revett, arquitecto y teórico, nacido en Framlingham en 1720.
- Alethea Lewis (1749-1787), la novelista, criada por su abuelo materno en Framlingham.
- Edmund Goodwyn (1756–1832), médico nacido en Framlingham, quien descubrió el reflejo de buceo.
- Robert Hindes Groome (1810–1889), compositor, autor y clérigo, nacido en Framlingham.
- Henry Thompson (1820–1894), erudito y cirujano que operó a la familia real belga, nacido en Framlingham.
- John Cordy Jeaffreson (1831–1901), escritor y abogado, nacido en Framlingham.
- Planta Samuel Cornell (1866-1921), maestro marinero e inspector principal, río Yangtze superior.
- Francis Stocks (1873-1929), jugador de críquet del condado, murió en Framlingham.
- Frederick Bird (1875-1965), clérigo y jugador de críquet del condado, nacido en Framlingham.
- Michael Lord (nacido en 1938), vicepresidente y diputado de la ciudad, tomó el título de Barón Framlingham en lugar de "Lord Lord" al convertirse en un compañero vitalicio.
- Charles Freeman (nacido en 1947), exdirector de Historia en St Clare's, Oxford, y profesor de Historia Antigua en el programa Extramural de la Universidad de Cambridge, fue un autor prolífico sobre historia antigua, cristiana y medieval temprana.
- Alice Russell (nacida en 1976), cantante de soul, creció en Framlingham.
- Christina Johnston (nacida en 1989), soprano de coloratura clásica, creció en Framlingham y asistió al Framlingham College.
- Laura Wright (nacida en 1990), soprano de transición clásica/popular, creció en Framlingham.
- Ed Sheeran (nacido en 1991), cantautor, creció en Framlingham y asistió a la escuela secundaria Thomas Mills. La ciudad es el tema de su exitoso sencillo "Castle on the Hill".